# Victoria-Jungfrau Grand Hotel & Spa
| Victoria Jungfrau      | Victoria Jungfrau           |
| ---------------------- | --------------------------- |
| Logo                   |                             |
| Daten                  |                             |
| Ort:                   | Interlaken                  |
| Status:                | erbaut                      |
| Baujahr:               | 1864 (als Pension Victoria) |
| Zimmer:                | 216                         |
| Übernachtungen (2006): | 78'396                      |
| Direktion              | Peter Kämpfer               |
| Webseite:              | www.victoria-jungfrau.ch    |

Das Victoria-Jungfrau Grand Hotel & Spa ist ein Fünfsternehotel in Interlaken, das zu den Leading Hotels of the World gehört. Eine Besonderheit dieses unter Denkmalschutz stehenden Hauses ist der unverbaubare Blick auf das Jungfraumassiv. Die Hotelansicht findet sich in vielen Publikationen über die Schweiz wieder.

## Unternehmen
Das Hotel ist Teil Victoria-Jungfrau Collection AG, die auch das Eden au Lac in Zürich und das Bellevue Palace in Bern betreibt.
Das Hotel verfügt über 216 Zimmer, davon 106 Suiten und Junior Suiten. Der durchschnittliche Zimmerpreis betrug 2013 fast 360 Schweizer Franken. Neben mehreren Restaurants und Bars verfügt das Victoria-Jungfrau Grand Hotel & Spa über einen 5500 Quadratmeter grossen Spa-Bereich, ausgestattet mit einem Fitnessstudio sowie einem Wellness-Bereich mit Schwimmbad.
2000 gewann es die Auszeichnung Hotel des Jahres, verliehen von GaultMillau und IWC. Der ehemalige Direktor, Emanuel Berger, gewann 2003 die Auszeichnung Bester Hotelier des Jahres.

## Geschichte

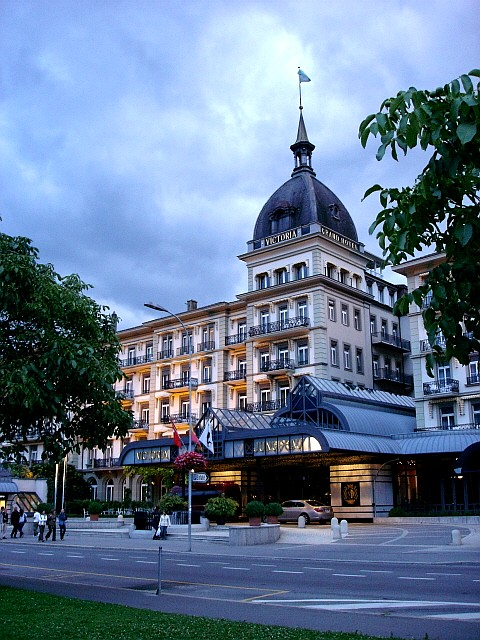
Hotel Victoria-Jungfrau

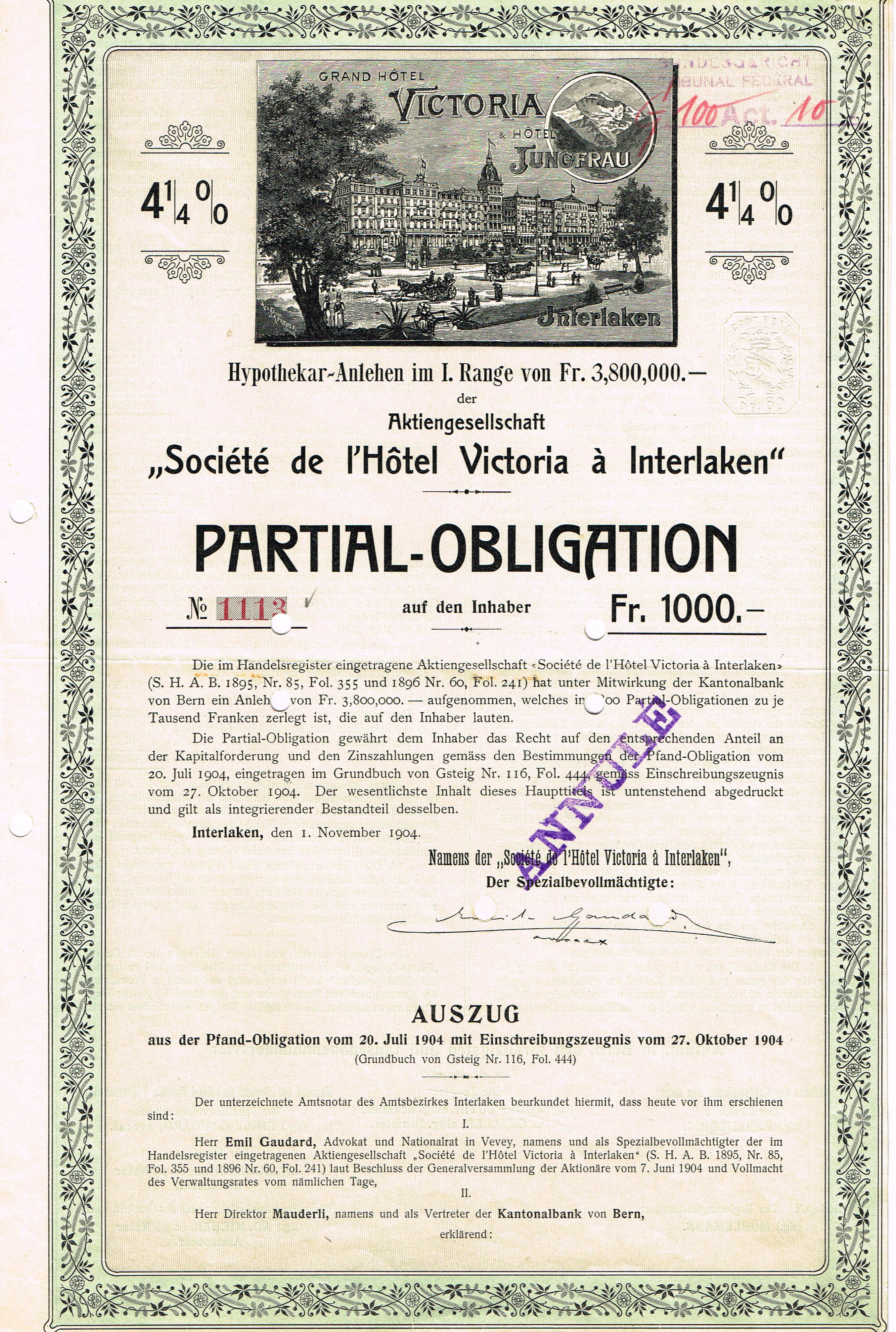
Unternehmensanleihe, genannt Partial-Obligation, im Betrag 1000 Franken der Société de l’Hôtel Victoria à Interlaken, 1. November 1904

Der Unternehmer Eduard Ruchti erwarb 1856 die Pension «Victoria», ein ehemaliges Arzthaus am Höhenweg. 1864 erteilte er den Architekten Jakob Friedrich Studer und Horace Edouard Davinet den Auftrag, einen Neubau zu errichten, der 1865 nach neunmonatiger Bauzeit eröffnet wurde. 1895 wandelte Ruchti sein Privatunternehmen in eine Aktiengesellschaft um. Diese erwarb im selben Jahr das benachbarte, 1869 von Davinet erbaut Hotel «Jungfrau». 1899 wurden beide Gebäude durch einen Mittelbau miteinander verbunden, der durch eine Kuppel gekrönt wird; auf diese Weise entstand das Hotel «Victoria-Jungfrau».
In den Jahren der Belle Époque erlebte Interlaken mit dem Bau mehrerer Bergbahnen einen touristischen Boom, der mit dem Ersten Weltkrieg ein jähes Ende fand, das Haus konnte aber seine Stellung in der Luxushotellerie behaupten. Am 1. September 1906 erschoss die russische Medizinstudentin Tatjana Leonteva, eine Sozialrevolutionäre, im Speisesaal aus Verwechslung den französischen Geschäftsmann Charles Müller. Sie suchte Rache für den Petersburger Blutsonntag von 1905, den sie erlebt hatte, und hielt das Opfer für Innenminister Pjotr Nikolajewitsch Durnowo, Förderer der rechtsextremen, antisemitischen und polen- und ukrainefeindlichen Organisation Schwarze Hundert. Leonteva erhielt 1907 wegen verminderter Zurechnungsfähigkeit und mildernder Umstände die Strafe von nur vier Jahren Zuchthaus.
Die Schweizer Armee nutzte das Hotel während des Zweiten Weltkriegs als Quartier des Generalstabs, verbunden mit regelmässigen Aufenthalten von General Henri Guisan. Veränderte Komfortansprüche machten in den 1950er Jahren umfassende Renovationen notwendig. Zu den Neuerungen gehörte eine Schwimmhalle. Ein weiterer Ausbau erfolgte in den 1970er Jahren mit dem Bau einer Tennishalle und der Neugestaltung der Gartenanlage.
1990 feierte das Hotel sein 125-jähriges Bestehen. Ein Jahr später wurde ein über 5'500 Quadratmeter grosser Wellness-Bereich in Betrieb genommen. Im Verlaufe der 1990er Jahre folgten weitere Renovierungs- und Modernisierungsarbeiten. Von 2002 bis 2004 wurden alle 212 Gästezimmer renoviert und 2003 wurde der Wellness-Bereich erweitert. Zum 1. November 2020 stellte das Hotel wegen der Corona-Krise vorübergehend den Betrieb ein und Angestellte wurden auf Kurzarbeit gestellt. Die Wiedereröffnung sollte am 26. März 2021 erfolgen.